# Kolonia Siedzów
Kolonia Siedzów – część wsi Szymanowice Małe w Polsce, położona w województwie mazowieckim, w powiecie otwockim, w gminie Sobienie-Jeziory.
W latach 1975–1998 Kolonia Siedzów administracyjnie należała do województwa siedleckiego.